# Decalobanthus
Decalobanthus is een geslacht uit de windefamilie (Convolvulaceae). De soorten komen voor in Tanzania, op de eilanden in de westelijke Indische Oceaan en van (sub)tropisch Azië tot in het Pacifisch gebied.

## Soorten
- Decalobanthus bimbim (Gagnep.) A.R.Simões & Staples
- Decalobanthus boisianus (Gagnep.) A.R.Simões & Staples
- Decalobanthus borneensis (Merr.) A.R.Simões & Staples
- Decalobanthus bracteatus (P.S.Bacon) A.R.Simões & Staples
- Decalobanthus eberhardtii (Gagnep.) A.R.Simões & Staples
- Decalobanthus elmeri (Merr.) A.R.Simões & Staples
- Decalobanthus korthalsianus (Ooststr.) A.R.Simões & Staples
- Decalobanthus mammosus (Lour.) A.R.Simões & Staples
- Decalobanthus pacificus (Ooststr.) A.R.Simões & Staples
- Decalobanthus peltatus (L.) A.R.Simões & Staples
- Decalobanthus pulcher (Ooststr.) A.R.Simões & Staples
- Decalobanthus similis (Elmer) A.R.Simões & Staples
- Decalobanthus sumatranus Ooststr.